# Cecil Yates
William Cecil Yates (* 18. Mai 1912 in Thurber, Texas; † März 1987 in Buckeye, Arizona) war ein US-amerikanischer Bahnradsportler.
Cecil Yates war Profi-Radrennfahrer von 1934 bis 1942 sowie von 1946 bis 1949 und ein Spezialist für Sechstagerennen. Er startete bei insgesamt 50, ausschließlich in Nordamerika, und gewann 16. Bei 26 weiteren Sechstagerennen stand er auf dem Podium. Unter seinen Partnern befanden sich Fahrer wie Heinz Vopel, Gustav Kilian und William Peden. Auch errang er nationale Titel auf der Bahn.
Yates war ein sportlicher Allrounder, der neben dem Radsport auch American Football und Autorennen betrieb.
2007 wurde Cecil Yates postum in die United States Bicycling Hall of Fame aufgenommen.